# 박선아
박선아(1971년 11월 23일 ~ )는 대한민국의 배우이다.

## 학력
- 서울예술대학 연극과 (졸업)

## 드라마
- 2019년 tvN 《드라마 스테이지》- 수희 모 역
- 2019년 tvN 수목드라마 《악마가 너의 이름을 부를 때》- 김 박사 역
- 2021년 넷플릭스 《오징어게임》- 김미옥 역
- 2022년 KBS2 월화드라마 《미남당》
- 2022년 SBS 금토드라마 《천원짜리 변호사》- 유희주 역
- 2024년 넷플릭스 금요드라마 《하이라키》 - 민경원 역

## 영화
- 2001년 : 《엽기적인 그녀》- 여경 목소리 역
- 2002년 : 《일단 뛰어》- 남산요금소 운전하는 여자 역
- 2002년 : 《서프라이즈》- 미전 역

## 광고
- SK텔레콤
- 애경산업 - 퍼펙트
- 공익광고협의회 - 대한민국의 내일은 봄입니다
- 유한양행 - 기업홍보
- 삼성화재
- 하나금융그룹 - 기업홍보
- KB국민은행 - 골드라이프